# Anna Skryleva
Anna Skryleva (russisch Анна Скрылёва; * 2. September 1975 in Moskau) ist eine russischstämmige deutsche Pianistin, Dirigentin und Komponistin
Seit 1999 lebt und arbeitet sie in Deutschland. Zwischen 2013 und 2015 war sie als stellvertretende Generalmusikdirektorin und 1. Kapellmeisterin im Leitungsteam des Staatstheaters Darmstadt tätig. Seit dem 1. August 2019 ist Anna Skryleva Generalmusikdirektorin am Theater Magdeburg.
Anna Skryleva ist die Preisträgerin der renommierten Opus Klassik Award 2024.

## Leben und Karriere
Anna Skryleva erhielt mit fünf Jahren den ersten Klavierunterricht, mit acht Jahren schrieb sie erste Kompositionen. Im Alter von 10 Jahren wurde sie in eine Kompositionsklasse des Tschaikowsky Konservatorium aufgenommen, wo sie auch zur Pianistin und Kammermusikerin ausgebildet wurde.
Ab 1999 studierte sie in Berlin an der Universität der Künste  und nahm Dirigierunterricht beim Professor Lutz Herbig in Düsseldorf. In den Jahren 2002 und 2003 war sie an der Hochschule für Musik in Karlsruhe bei Alicja Mounk als musikalische Assistentin im Bereich Musiktheater tätig. An der Kölner Oper war Skryleva mit Jeffrey Tate und Markus Stenz an den Wiederaufnahmen von Wagners „Ring des Nibelungen“ beteiligt. Von 2007 bis 2012 hat Skryleva an der Staatsoper Hamburg unter Leitung von Generalmusikdirektorin und Intendantin Simone Young an zahlreichen Opernproduktionen mitgewirkt und mit den Hamburger Philharmonikern Repertoire-Aufführungen der Oper übernommen.
2012 trat sie ihr Amt als stellvertretende Generalmusikdirektorin und 1. Kapellmeisterin am Landestheater Schleswig-Holstein an. Mit Beginn der Spielzeit 2013/14 wurde sie in der gleichen Position ans Staatstheater Darmstadt engagiert.
Skrylevas erste Darmstädter Premiere am 15. März 2014 war Verdis Otello.
Ende November Anfang Dezember 2015 wurde Anna Skryleva eingeladen, an der Oper Dallas, USA am ersten internationalen Institut für Dirigentinnen teilzunehmen.
Seit dem 1. August 2019 ist Anna Skryleva Generalmusikdirektorin am Theater Magdeburg. 2019 zeichnete die Deutsche Orchester Stiftung Anna Skryleva mit der Magdeburgischen Philharmonie für die Erweiterung des gängigen Orchesterrepertoires mit dem Sonderpreis „Innovatives Orchester“ aus. Ihre Entdeckung des deutsch-jüdischen Komponisten Eugen Engel und seiner Oper „Grete Minde“ sorgte im Februar 2022 für einen internationalen Erfolg.
Die renommierte Opus Klassik hat Anna Skryleva und Magdeburgische Philharmonie mit dem Preis „Beste Weltersteinspielung des Jahres“ 2024 ausgezeichnet.
Im März 2014 hat Anna Skryleva eine Friedensinitiative „Classic for Peace“ ins Leben gerufen. Die Initiative wendet sich vor allem an Künstler aller Sparten, die sich für eine Welt ohne Hass und Aggression einsetzen; an Künstler, die gemeinsame Projekte realisieren möchten, über alle vermeintlich trennenden Grenzen hinweg. Im August 2015 brachten Anna Skryleva und „Classic for Peace“ hochbegabte junge Musiker aus der Ukraine und Russland nach Deutschland, die im Rahmen des Internationalen Musikalischen Jugendaustausches 2015 einen multikulturellen Dialog führen.